# Strange House
Strange House è l'album di debutto del gruppo The Horrors. È stato pubblicato il 5 marzo 2007 nel Regno Unito e il 5 maggio 2007 negli USA. Il titolo dell'album è ispirato alla canzone omonima dei The Attack, mentre il sottotitolo "Psychotic Sounds For Freaks And Weirdos" è stato suggerito da due fan quando il leader del gruppo Faris Badwan chiese ai frequentatori del forum della band di proporre loro un titolo per il disco, che il gruppo era allora in procinto di pubblicare.  I singoli estratti sono "Sheena Is A Parasite", "Death at the Chapel", "Count in Fives", "Gloves" e "She is the New Thing".

## Tracce
1. Jack The Ripper
2. Count In Fives
3. Draw Japan
4. Gloves
5. Excellent Choice
6. Little Victories
7. She Is The New Thing
8. Sheena Is A Parasite
9. Thunderclaps
10. Gil Sleeping
11. A Train Roars
12. Death At The Chapel

la traccia 12 è una bonus track inclusa nell'edizione inglese del disco, ed è preceduta da un gap di tre minuti.